# Друштвене вредности
Друштвене или културне вредности представљају основни појам аксиолошког садржаја у друштвеним наукама. Дефинишу се као имплицитна или експлицитна, општеприхваћена, традицијом наслеђена мишљења и веровања у некој култури о томе шта је значајно, исправно, пожељно, истинито, вредно и којим циљевима би требало тежити. У том смислу, друштвене или културне вредности су централни ставови или сентименти који одређују приоритете и самим тим дају садржај и структуру организацији живота у заједници. Као релативно стабилне, опште и хијерархијски организоване форме, друштвене вредности у највећој мери одређују карактер друштва, деловања институција и утичу на социјализацију личности.
Према заступницима културног релативизма, вредности једне културе су посебне, јединствене и не могу се оцењивати мерилима неке друге културе. Насупрот њима, теоретичари који бране универзалистичко гледиште сматрају да постоје неке темељне, општечовечанске, транскултурне, универзалне вредности које важе у свим културама и свим епохама.